# DFI (azienda)
DFI, sigla di Diamond Flower Inc., è un'azienda taiwanese produttrice di schede madri.

## Storia e generalità
Fondata nel 1981, inizia come produttore di schede video, settore che abbandona nel 1992 quando avvia quella di schede madri.
Sede e stabilimento hanno sede a Xizhi, parte settentrionale di Taiwan, ed ha filiali in Cina, Europa, Giappone e Stati Uniti.